# Charles Diehl

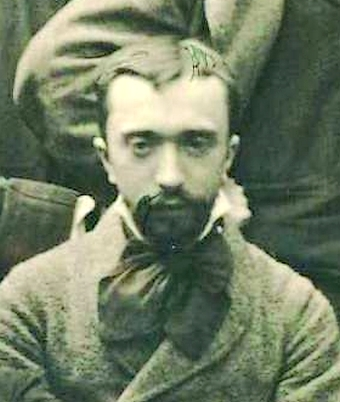
Charles Diehl im Jahr 1878 …

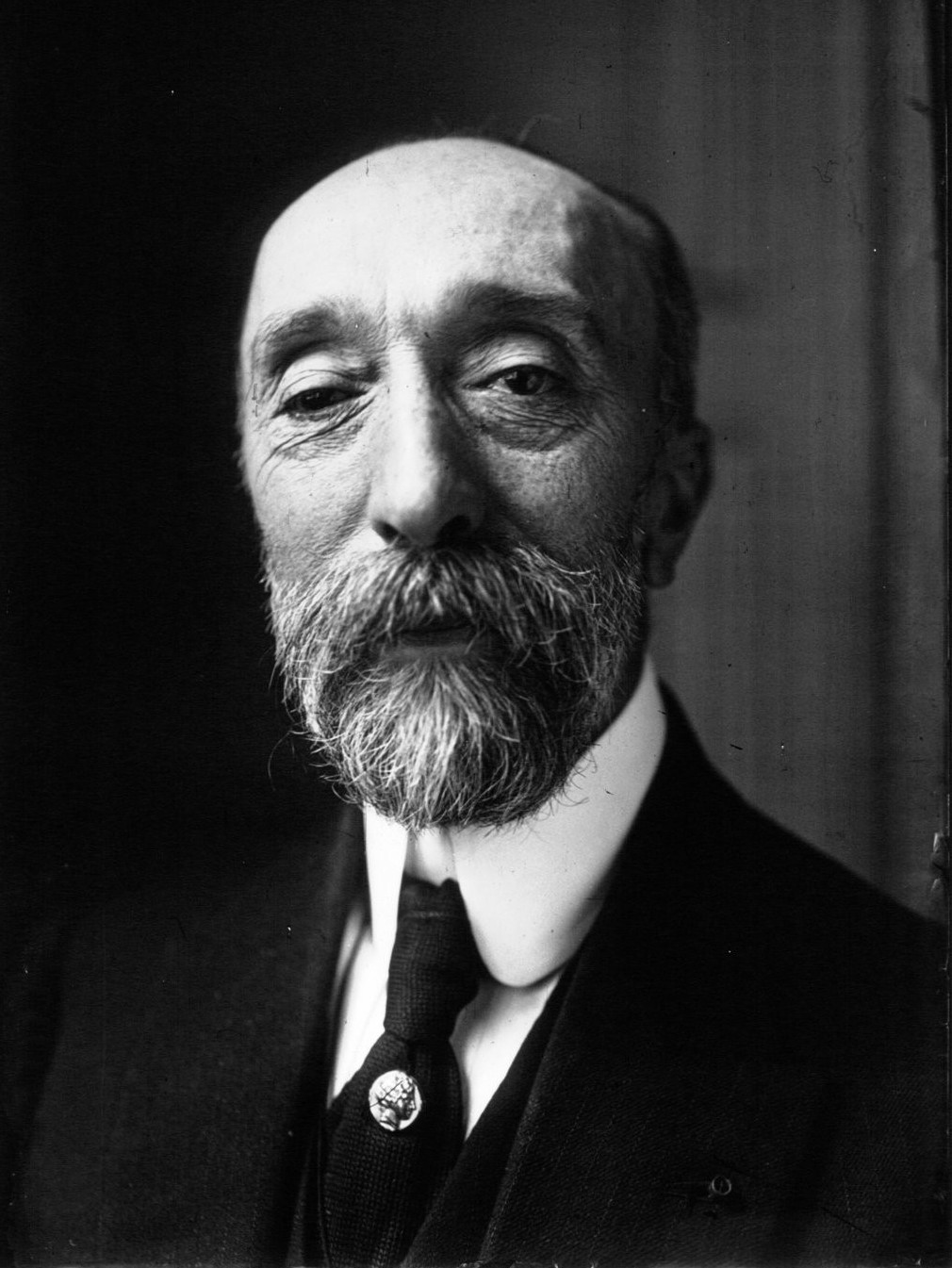
… und im Jahr 1922

Charles Diehl (* 19. Januar 1859 in Straßburg; † 1. November 1944 in Paris) war ein französischer Historiker, er gilt als Mitbegründer der modernen Byzantinistik. Daneben befasste er sich mit der Republik Venedig.

## Leben
Diehl studierte von 1878 bis 1881 an der École normale supérieure in Paris, 1881 bis 1882 war er Mitglied der École française de Rome, 1883 bis 1885 der École française d’Athènes. 1888 wurde er promoviert. Ab 1885 lehrte er an der Universität Nancy, ab 1891 als Professor, ab 1899 dazu byzantinische Kunst und Geschichte an der Pariser Sorbonne. 1904 wurde er dorthin berufen, ab 1907 war er Professor für byzantinische Geschichte.
Seit 1897 war Diehl korrespondierendes Mitglied der Académie des inscriptions et belles-lettres, seit 1910 ordentliches Mitglied, 1921 wurde er ihr Präsident. 1925 wurde er korrespondierendes Mitglied der Russischen Akademie der Wissenschaften und 1937 der British Academy.
Einer seiner Schüler war Dionysios Zakythinos.

## Werke (Auswahl)
- Ravenne, étude d’archéologie byzantine, J. Rouam, Bibliothèque d’art ancien, Paris 1886.
- L’Art byzantin dans L’Italie méridionale, Libraire de l’art, Paris 1894.
- L’Afrique byzantine, histoire de la domination byzantine en Afrique (533-709), E. Leroux, Paris 1896.
- Justinien et la Civilisation byzantine au VIe Siècle, E. Leroux, Paris 1901.
- Theodora, Imperatrice de Byzance E. de Boccard, Paris o. J. [1903?], 3. Auflage 1904.
- Figures Byzantines, 2 Bde., A. Colin, Paris 1906–1908.
- Manuel d’art byzantin, A. Picard & Fils, Paris 1910.
- Une république patricienne: Venise, Paris 1916. (online)
- Histoire de l’empire byzantin, A. Picard, Paris 1919.
- Manuel d’art byzantin, 2 Bde., 2., erweiterte Auflage, A. Picard & Fils, Paris 1925–1926.
- mit Georges Marçais, Gustave Glotz (Hrsg.): Histoire du Moyen Âge, Bd. III: Le Monde oriental de 395 à 1081. Histoire Générale, Paris 1936.
- Les Grands Problèmes de l’Histoire Byzantine, A. Colin, Paris 1943.
- mit Lysimaque Oeconomos, Rodolphe Guilland, René Grousset (Hrsg.): Histoire du Moyen Âge, Bd. I: L’Europe orientale de 1081 à 1453, Paris 1945.